# Бурос
Бурос (швед. Borås) — місто на заході Швеції, у лені Вестра-Йоталанд, адміністративний центр комуни Бурос.

## Історія

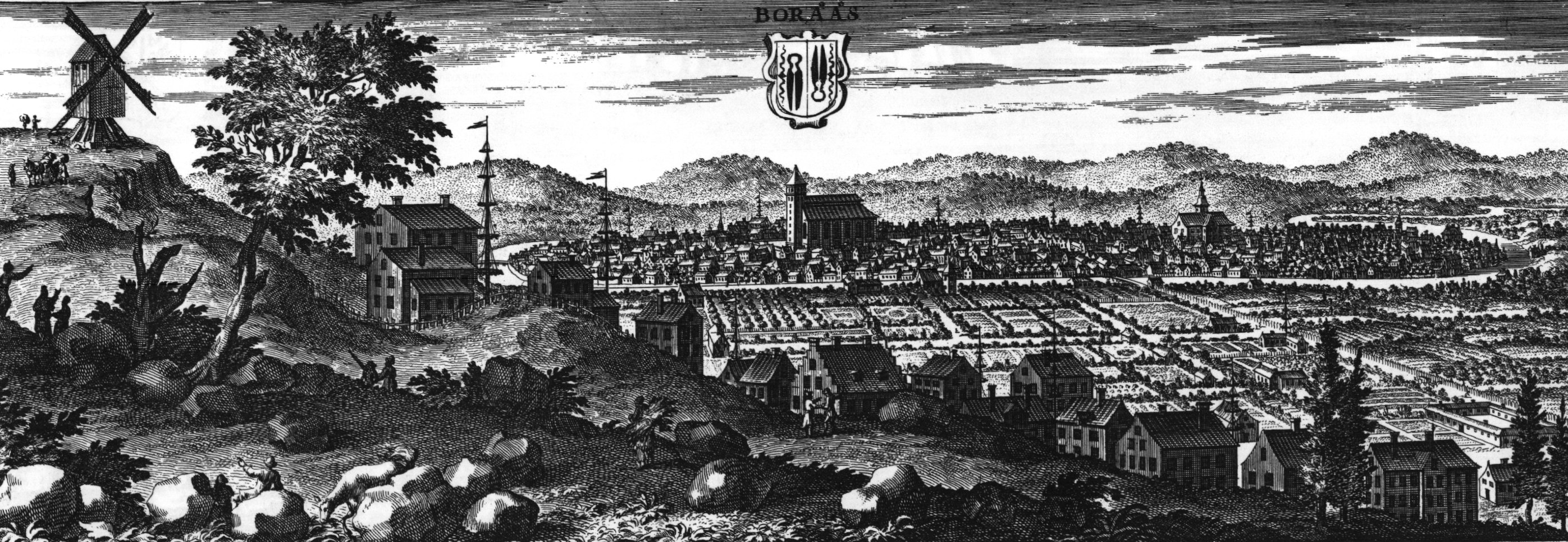
Панорама Буроса (1700)

Місто Бурос було засноване 1621 року королем Густавом ІІ Адольфом з метою надання можливості місцевим ремісникам легально здійснювати торгівлю та сплачувати податки.
У 1622 та 1624 роках король розширив привілеї міста. До середини XVIII ст. населення Буроса зросло до 2000 мешканців. Подальший розвиток міста пригальмувала конкуренція з боку міста Ульрісегамн, становлення якого припинило монополію Буроса. Але новий економічний підйом у ХІХ ст. гарантувала поява в Буросі текстильних фабрик та будівництво залізниці. Населення міста виросло з 3 тисяч мешканців (1860) до 15 тисяч (на початку ХХ ст.).
Бурос зазнавав значних руйнувань під час чотирьох пожеж у 1681, 1727, 1822 і 1827 роках. Карлівська церква є найстарішою з будівлею міста (побудована в XVII ст.).

## Герб міста
Герб місту надано привілеєм короля Густава ІІ Адольфа 1622 року. На гербі були зображені двоє кравецьких ножиць, одні вістрями додолу, інші — вгору. Ці символи відображали розвинуте в місті ткацтво та кравецтво. У затвердженому варіанті 1939 року герб мав забарвлення: червоне поле та срібні ножиці.
Після адміністративно-територіальної реформи, проведеної в Швеції на початку 1970-х років, муніципальні герби стали використовуватися лишень комунами. Тому з 1974 року цей герб представляє комуну Бурос, а не місто.

## Економіка
Центр текстильної і швейної промисловості; машинобудівні і електротехнічні заводи.

## Транспорт

### Залізниця
Бурос — залізничний вузол. 
Залізниця Гетеборг — Кальмар/Карлскруна прокладена через центр міста. 
На залізничній станції Бурос вона сполучена із залізницею Ельфсборг (прямує на північ до Геррюнга та Уддевалла) та Viskadalsbanan (прямує на південь до Варберг). 
Двома останніми залізницями через місто часто курсують безпересадні пасажирські поїзди.
Станом на 2019 рік SJ запускає 3–4 щоденні поїзди в кожному напрямку між Гетеборгом і Кальмаром. 
Регіональне транспортне агентство Västtrafik часто курсує потягами між Буросом і Гетеборгом, Геррлюнгою та Варбергом. 
Усі пасажирські поїзди зупиняються на залізничній станції Бурос. 

### Автобус
Є кілька приміських автобусів, які прямують до Єнчепінга та Гетеборга. 
Приблизно 100 000 людей щомісяця їздять між Буросом і Гетеборгом. 

## Клімат
| Клімат Буроса           | Клімат Буроса | Клімат Буроса | Клімат Буроса | Клімат Буроса | Клімат Буроса | Клімат Буроса | Клімат Буроса | Клімат Буроса | Клімат Буроса | Клімат Буроса | Клімат Буроса | Клімат Буроса | Клімат Буроса |
| Показник                | Січ.          | Лют.          | Бер.          | Квіт.         | Трав.         | Черв.         | Лип.          | Серп.         | Вер.          | Жовт.         | Лист.         | Груд.         | Рік           |
| Абсолютний максимум, °C | 10,0          | 16,4          | 20,0          | 27,5          | 30,0          | 33,1          | 36,0          | 33,2          | 28,0          | 22,5          | 15,5          | 11,2          | 36,0          |
| Середній максимум, °C   | 1,2           | 1,8           | 5,6           | 11,9          | 16,8          | 20,2          | 22,1          | 20,9          | 16,9          | 10,7          | 6,1           | 3,1           |               |
| Середня температура, °C | −1,3          | −1            | 1,6           | 6,7           | 11,4          | 15,0          | 17,2          | 16,4          | 12,8          | 7,6           | 3,9           | 0,9           |               |
| Середній мінімум, °C    | −3,7          | −3,8          | −2,5          | 1,5           | 6,0           | 9,7           | 12,2          | 11,8          | 8,6           | 4,4           | 1,6           | −1,4          |               |
| Абсолютний мінімум, °C  | −29           | −34,1         | −26           | −17           | −6,5          | −3            | 0,0           | −0,5          | −5            | −14           | −18,5         | −25,5         | −34,1         |
| Норма опадів, мм        | 106.9         | 80.4          | 64.5          | 48.1          | 66.0          | 91.7          | 100.3         | 121.9         | 94.9          | 113.7         | 101.7         | 125.5         |               |
| ----------------------- | ------------- | ------------- | ------------- | ------------- | ------------- | ------------- | ------------- | ------------- | ------------- | ------------- | ------------- | ------------- | ------------- |

## Спорт
Частина матчів Чемпіонату світу з футболу 1958 року пройшла на стадіоні Риаваллен в Буросі. Частина матчів Чемпіонату Європи з баскетболу 2003 року відбулася на стадіоні Буросгаллен.
В місті є професійна футбольна команда ІФ «Ельфсборґ», п'ятиразовий чемпіон Швеції. Клуб виступає на новому стадіоні «Бурос-Арена».

## Відомі уродженці Буроса
- Томас Бйоркман (1958) — шведський фінансист, соціальний підприємець та письменник.
- Ерік Еріксон — шведський хоровий диригент, володар Polar Music Prize
- Патрік Йербюн — відомий гірськолижник, призер чемпіонатів світу
- Інгвар Карлссон — прем'єр-міністр Швеції
- Матіас Лодмальм — рок-музикант та саундпродюсер, засновник та лідер гурту Cemetary
- Переможниця «Євробачення» від Греції Єлена Папарізу
- Петер Адольф Халл (1739—1793) — шведський мініатюрист по емалі.

## Галерея

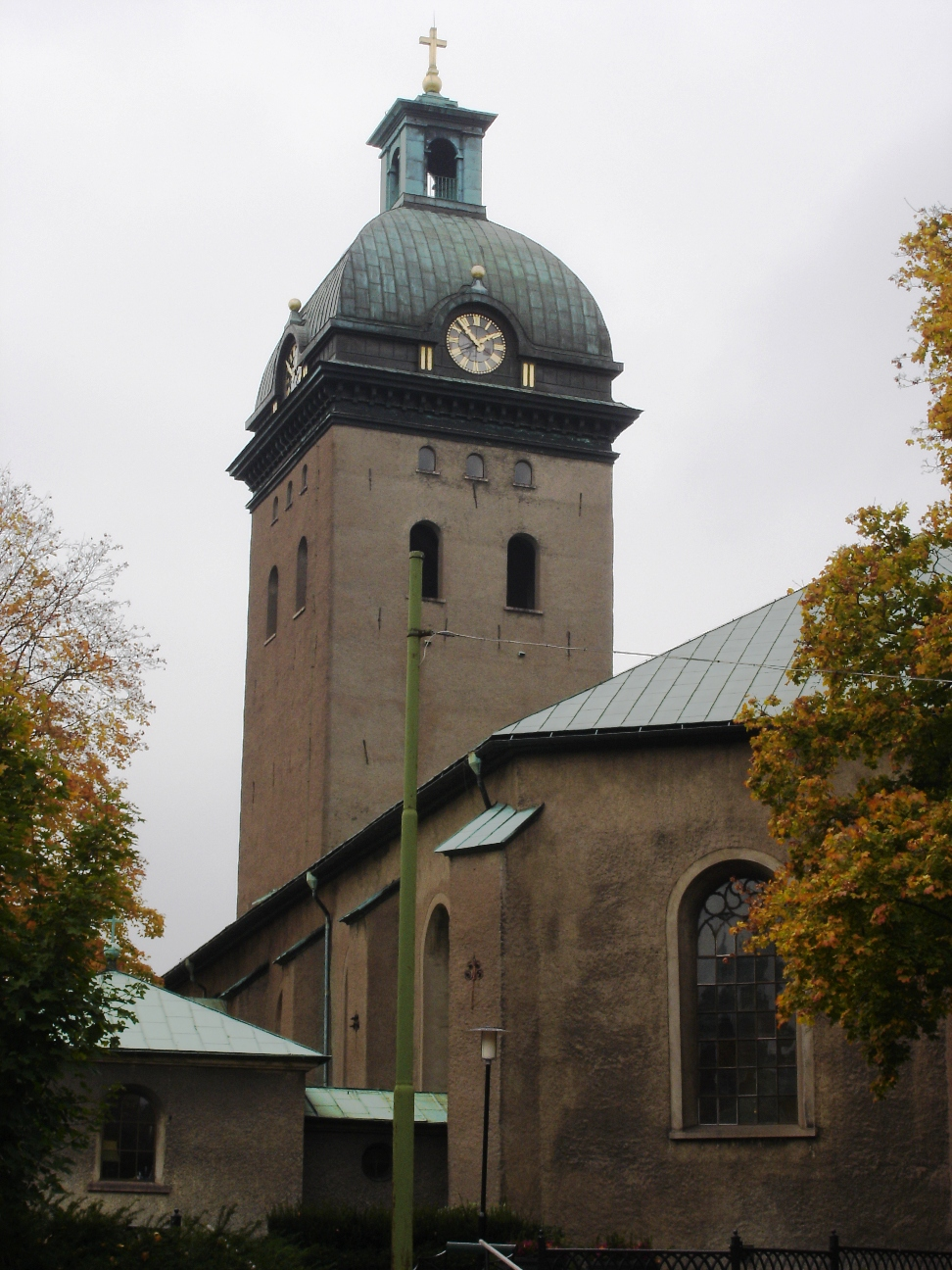
Карлівська церква в Буросі
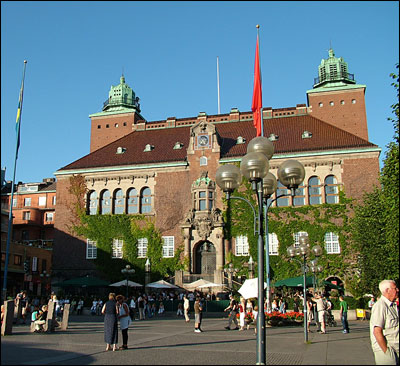
Ратуша Буроса
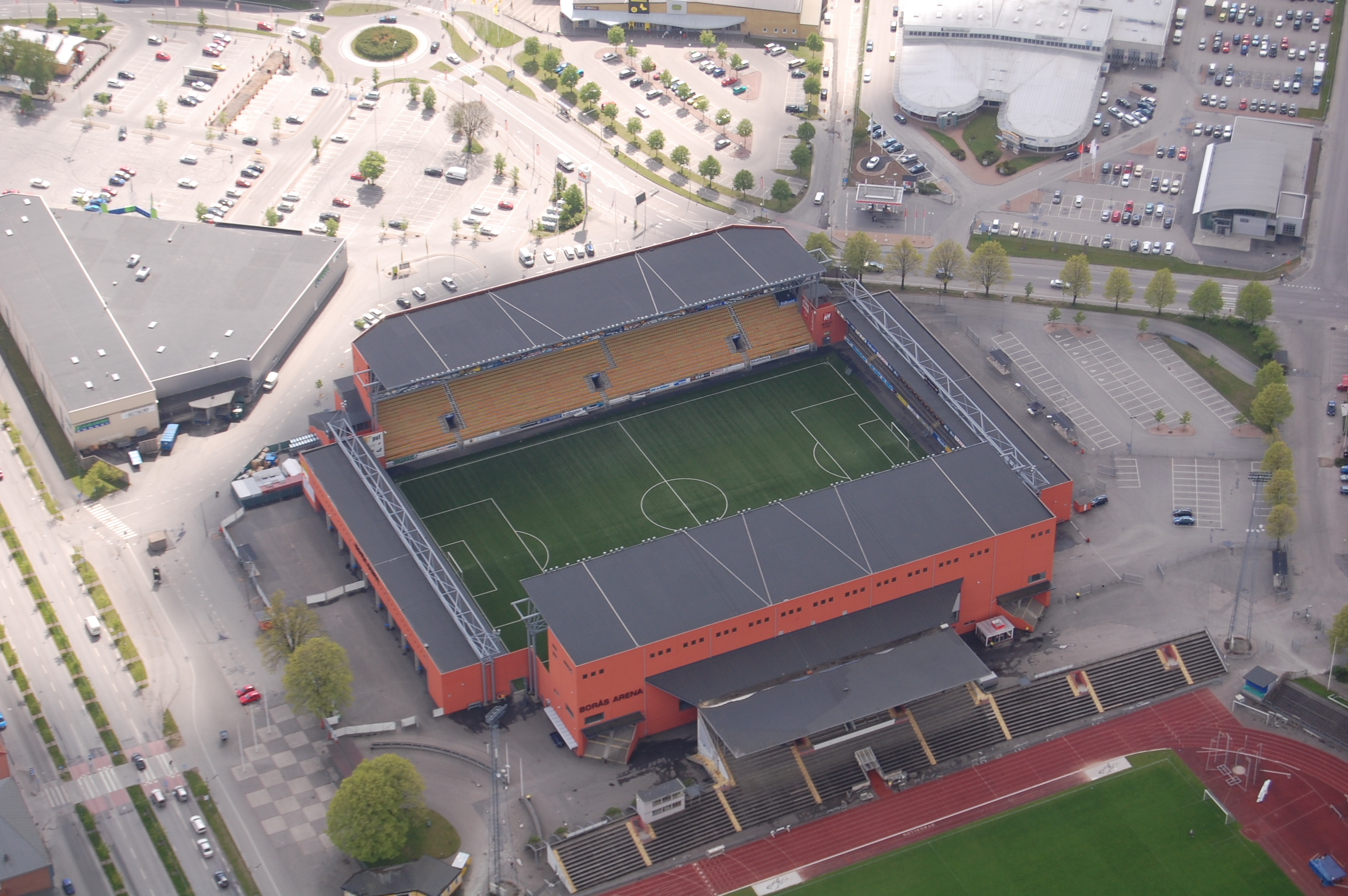
Стадіон «Бурос-Арена»
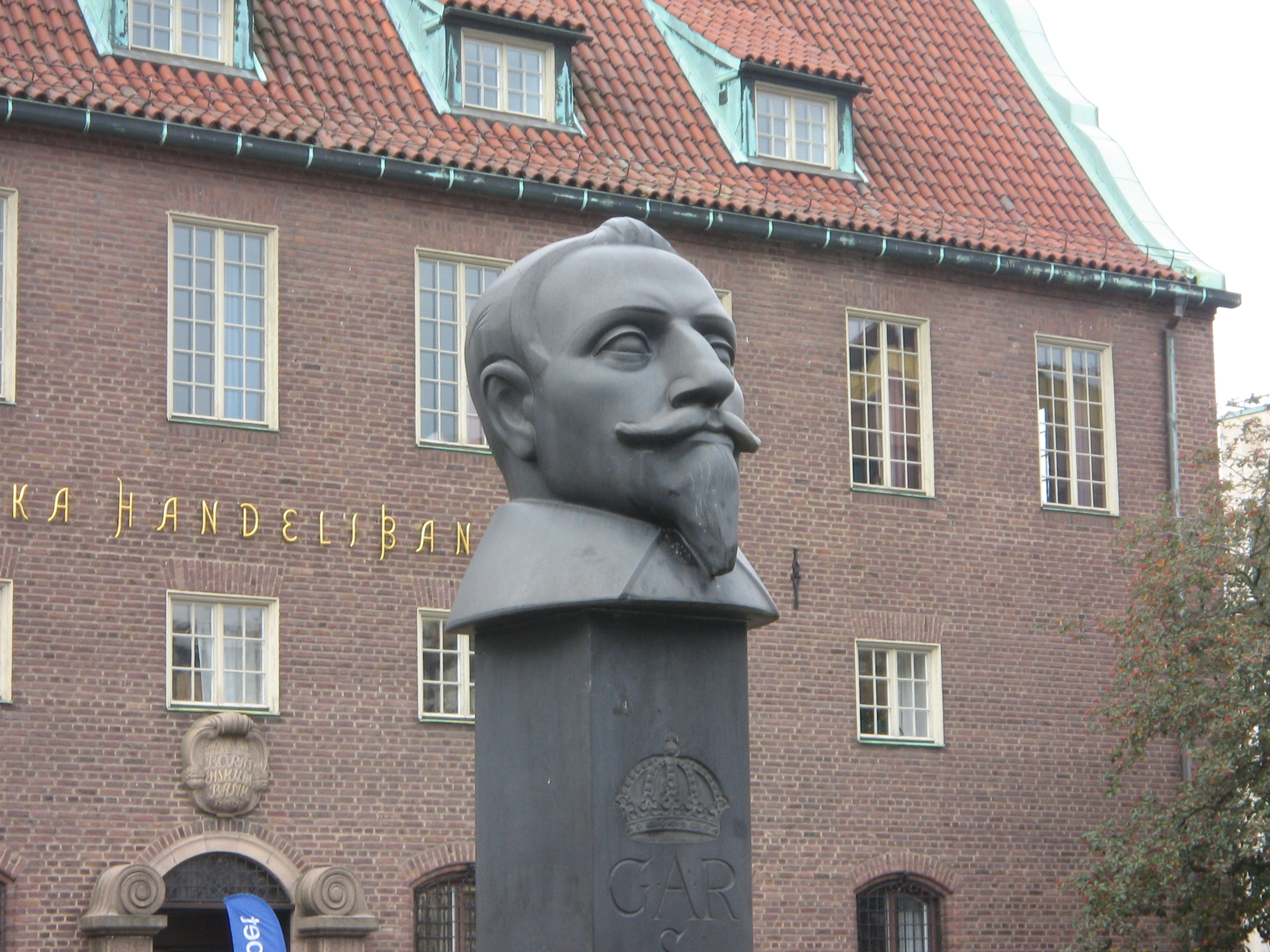
Пам'ятник Густаву ІІ Адольфу
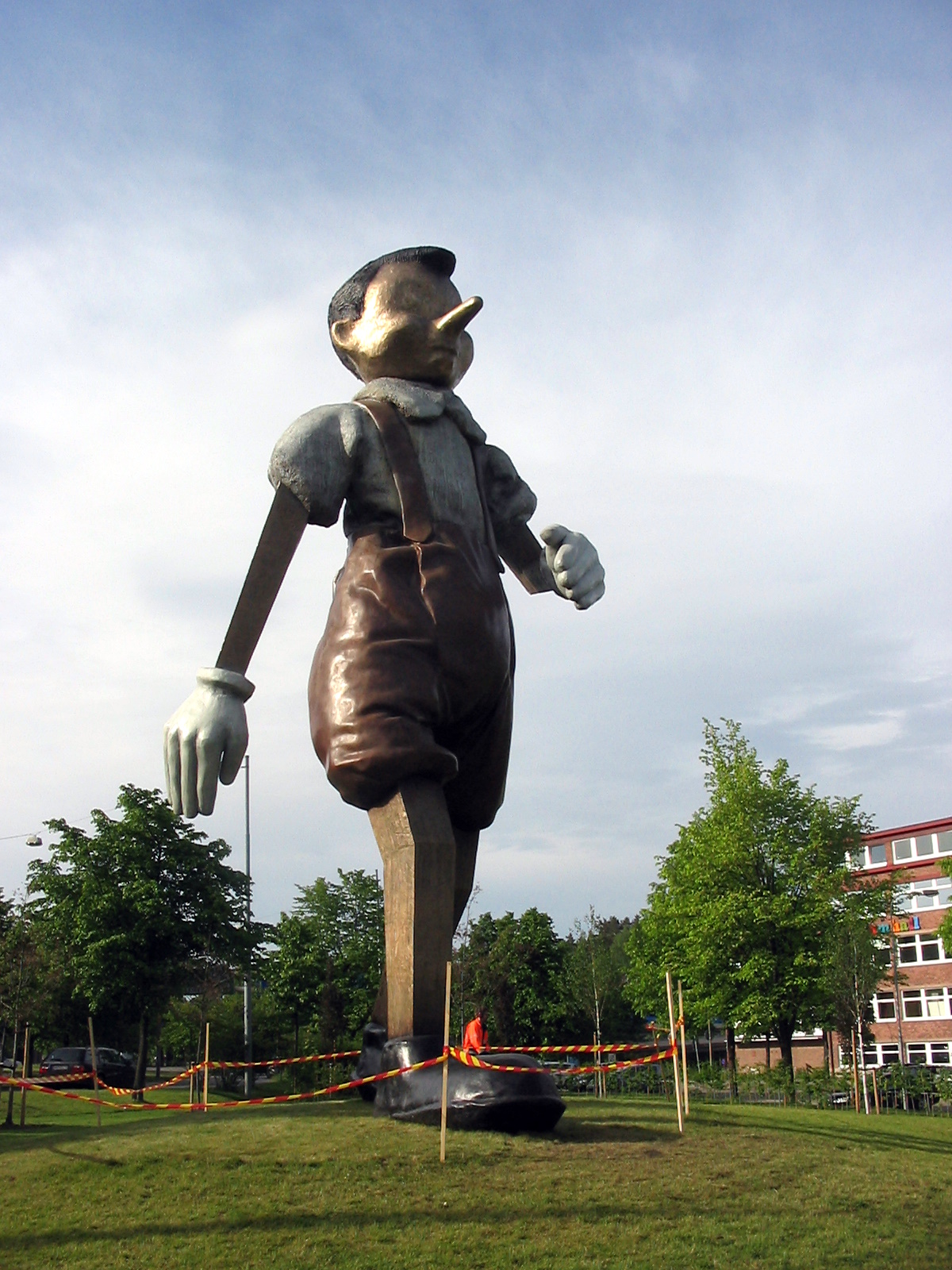
Пам'ятник Піноккіо («Прогулянка по Буросу»)
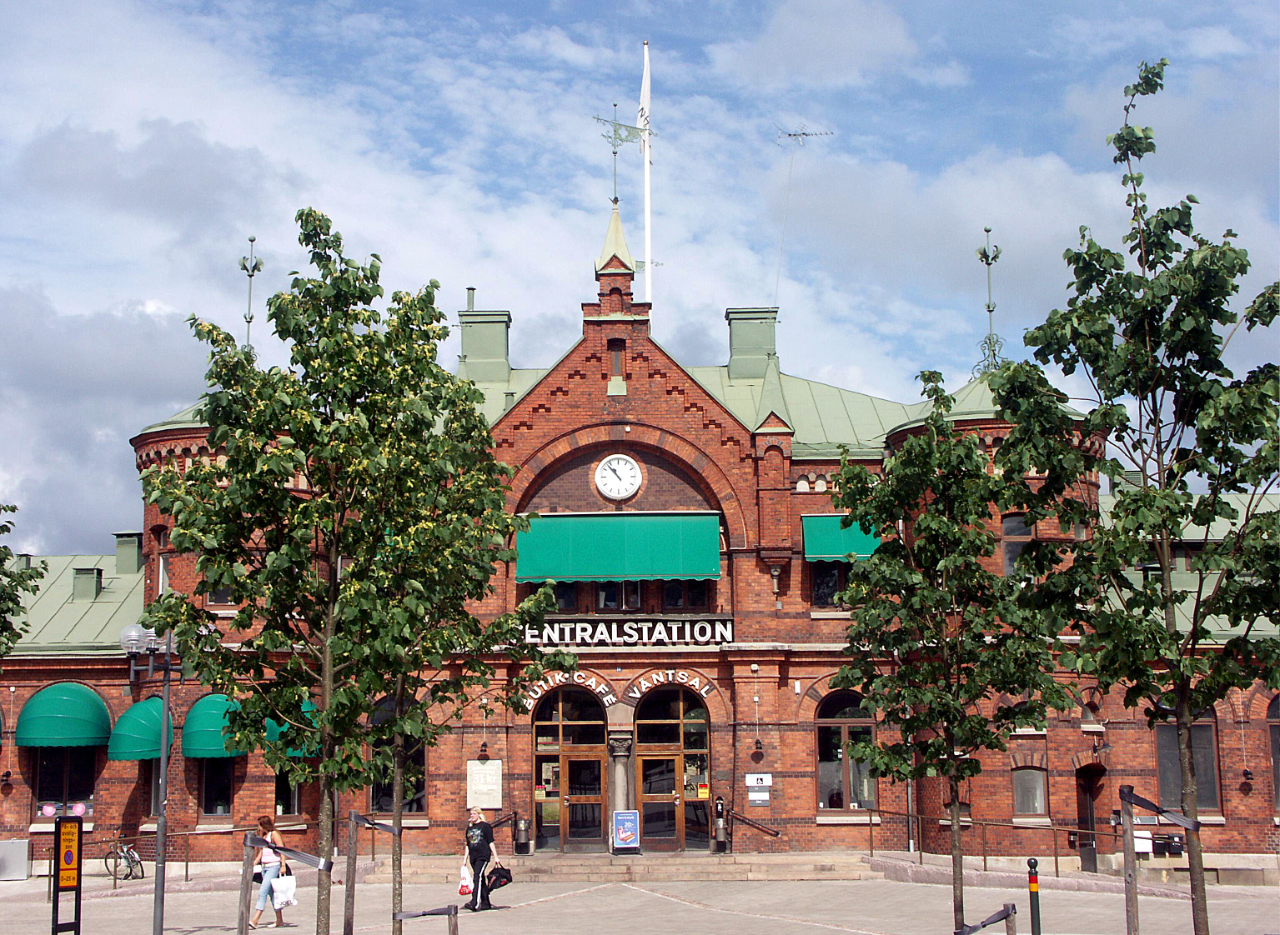
Залізничний вокзал
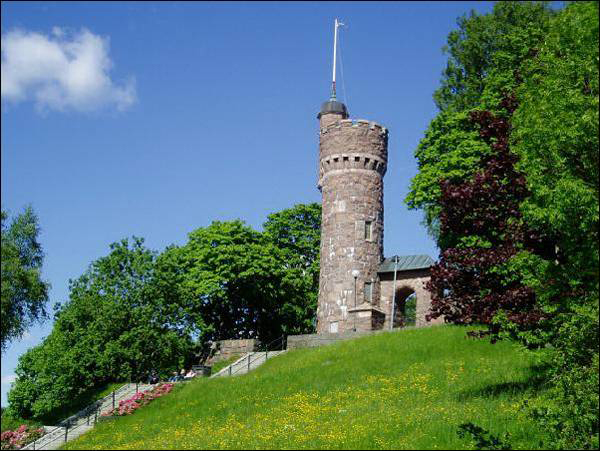
Водонапірна вежа
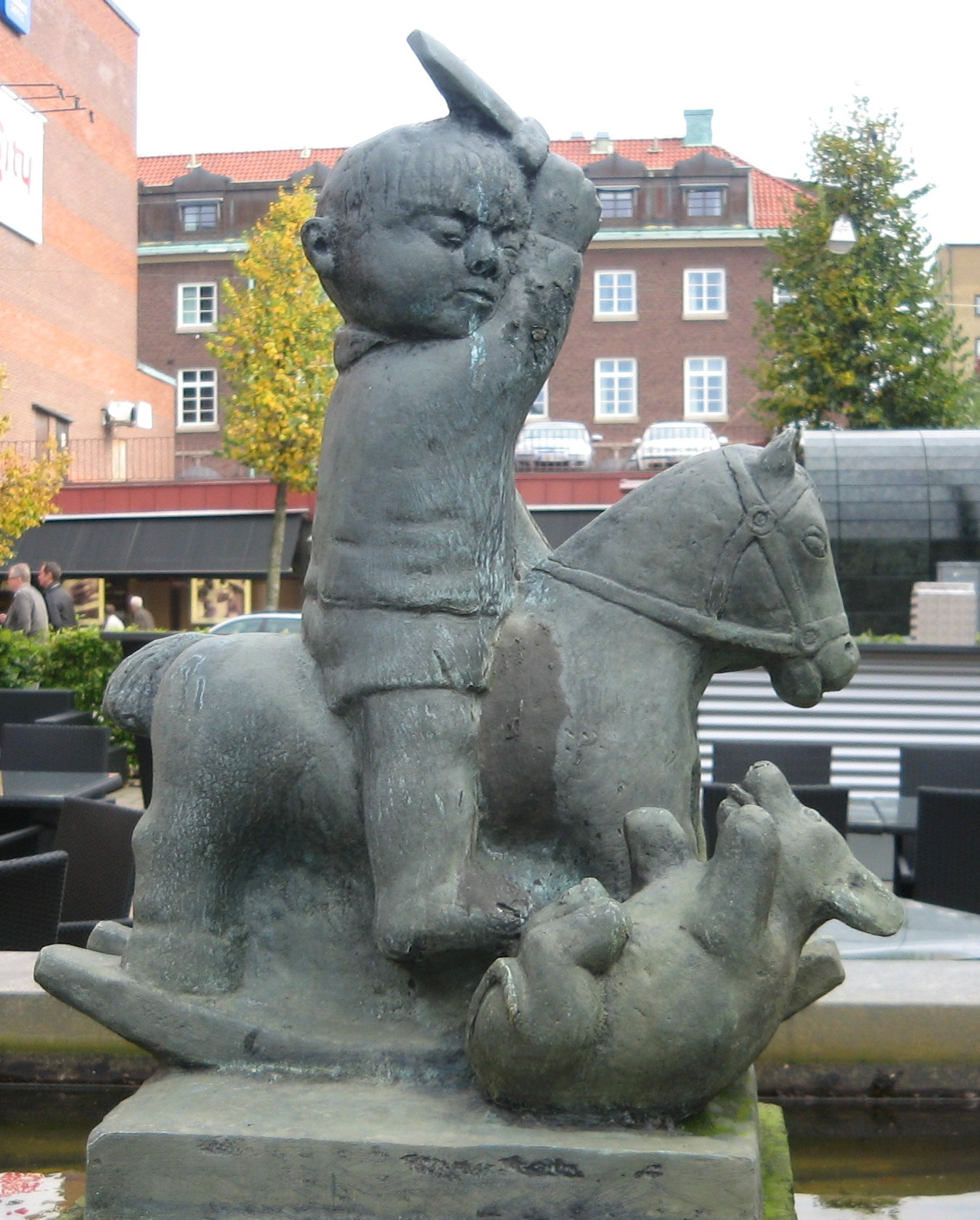
Юрій-змієборець (Йоран і дракон)